# Îles Biscoe
Pour les articles homonymes, voir Biscoe.
Les îles Biscoe sont un archipel de l'Antarctique, situées dans l'océan Atlantique Sud.

## Géographie
Il est composé de six îles principales : Renaud, Lavoisier, Watkins Island, Krogh Island, Pickwick Island et Rabot Island et s’étale parallèlement à la côte ouest de la Terre de Graham sur 150 km entre le Southwind Passage au nord-est et le détroit de Matha au sud-ouest.

## Histoire
L'archipel a été nommé en l'honneur de John Biscoe qui en a exploré les îles en février 1832.